# Dalek (épisode de Doctor Who)
Pour les articles homonymes, voir Dalek.

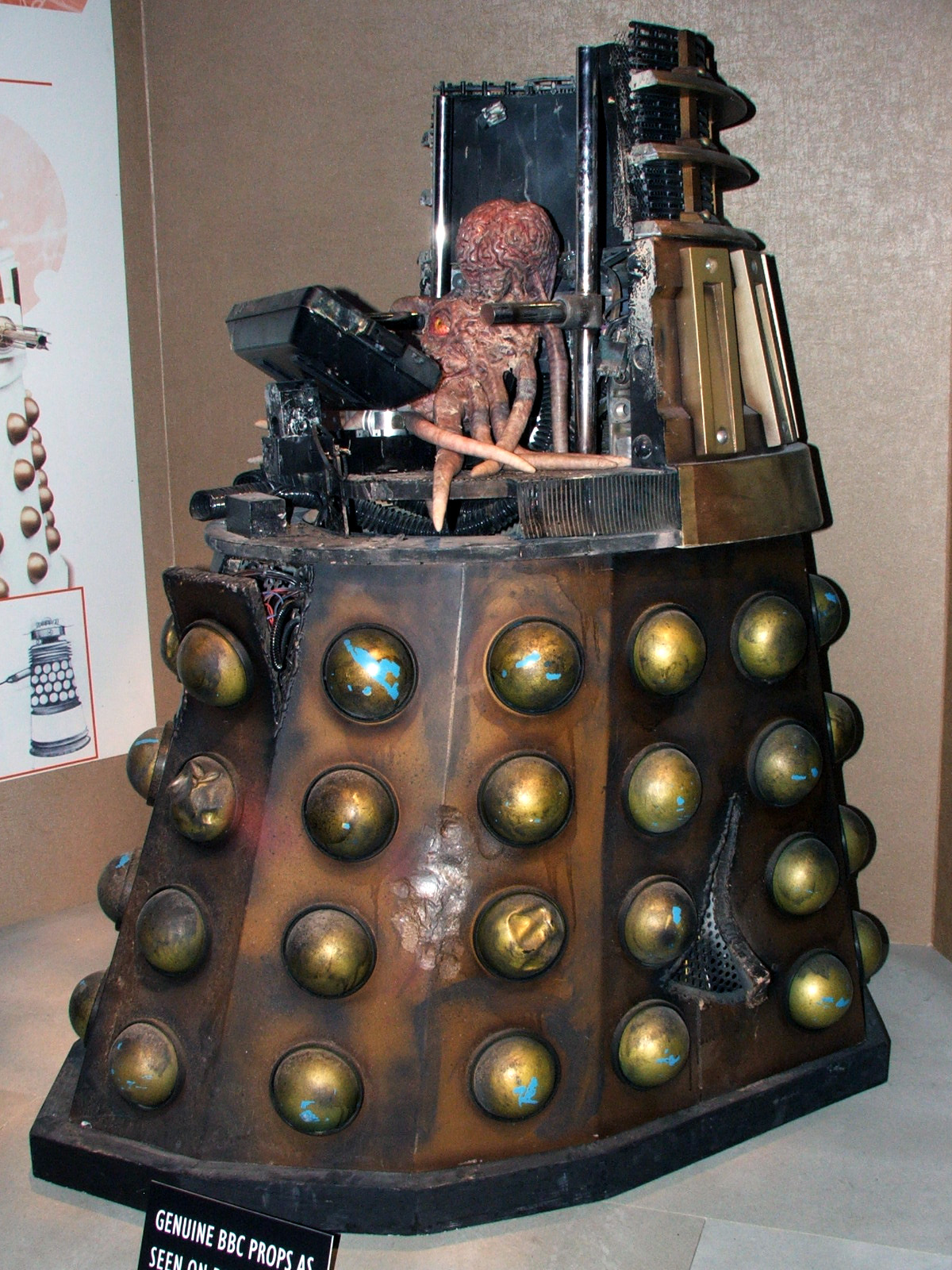

Dalek (Dalek) est le sixième épisode de la Saison 1 de la seconde série télévisée britannique Doctor Who, diffusé pour la première fois le 30 avril 2005 sur BBC One. Il ne doit pas être confondu avec un arc de la première série, The Daleks. Cet épisode marque la première apparition des Daleks dans la seconde série.
Nommé en 2006 pour le prix Hugo dans la catégorie série ou court métrage, il arrive finalement en troisième position derrière deux autres épisodes de Doctor Who, Fêtes des pères et Drôle de mort / Le Docteur danse.

## Résumé
Le Docteur et Rose, répondant à un signal de détresse, apparaissent dans un bunker souterrain situé près de Salt Lake City, Utah, en l'an 2012. Ils découvrent que l'endroit appartient à Henry van Statten, un richissime collectionneur d'objets extra-terrestres, qui emploie une milice privée.  Tandis que Rose visite l'installation avec un expert en technologie, le jeune Britannique Adam Mitchell, van Statten se charge du Docteur à qui il veut montrer une créature qui fait sa fierté : le « Metaltron », enfermé dans une chambre forte.  Le Docteur est sidéré de voir que le Metaltron est un Dalek, enchaîné et pratiquement vidé de toute énergie. Il affirme au Dalek qu'ils sont chacun le dernier représentant de leur espèce, et qu'il les a personnellement tous annihilés pour mettre fin à la guerre. Il tente ensuite de détruire le Dalek mais est arrêté par les gardes de van Statten et reconduit dans les bureaux de ce dernier.
Pendant ce temps, Adam montre différents objets extra-terrestres à Rose. En voyant sur un écran un employé torturer le Dalek - une espèce dont elle ignore tout - elle prend pitié, descend au sous-sol et touche l'armure en métal, permettant à l'extra-terrestre de se nourrir de son ADN, de reprendre de l'énergie et de briser ses chaines. Le Dalek puise l'énergie de la base pour réparer son armure et commence à exterminer les gardes. Cependant, un Dalek est un soldat qui a besoin de recevoir des ordres, or celui-ci étant le dernier de son espèce se pose de ce fait des questions existentielles. Le Docteur lui propose de se suicider, ce qu'il refuse, disant que « les Daleks doivent survivre ». Adam réussit à s'échapper mais Rose, pas assez rapide, est emprisonnée dans le sous-sol qui est scellé par van Statten. Cependant, le Dalek montre une certaine sympathie pour Rose et l'épargne. Ils montent dans le bureau de van Statten que le Dalek accepte également de ne pas tuer en échange de sa liberté.
Rose et le Dalek arrivent à l'étage le plus élevé, juste en dessous de la surface. Le Dalek ouvre une brèche dans le plafond qui fait entrer la lumière et, ouvrant son armure, prend pour la première fois de sa vie un bain de soleil. Le Docteur apparaît, arme à la main, et s'apprête à le détruire, mais Rose s'y oppose et lui prouve que le Dalek a changé ; son ADN l'a influencé. Il ne peut pas supporter d'être un mutant et se suicide.
L'assistante de Van Statten le fait arrêter par les gardes survivants pour lui faire subir le sort qu'il réservait à ses collaborateurs : un effacement complet de sa mémoire. Près du TARDIS, le Docteur observe tristement qu'il est le « seul rescapé de la Guerre du Temps » et affirme à Rose qu'aucun autre Seigneur de Temps ne peut avoir survécu. Adam, venu les prévenir que la base va être remplie de ciment, part finalement avec eux à bord du TARDIS.

## Distribution
- Christopher Eccleston : Le Docteur
- Billie Piper : Rose Tyler
- Bruno Langley : Adam Mitchell
- Corey Johnson : Henry Van Statten
- Anna-Louise Plowman : Diana Goddard
- Steven Beckingham : Polkowski
- Nigel Whitmey (en) : Simmons
- John Schwab : Bywater
- Jana Carpenter : De Maggio
- Joe Montana : Commandant
- Nicholas Briggs : Voix des Daleks

## Continuité
- Cet épisode fait écho à l'épisode de la Saison 2 de la première série, The Space Museaum.

- Le nom de code de l'hélicoptère de van Statten est « Méchant Loup » (« Bad Wolf » en anglais).
- C'est le premier épisode dans lequel les événements de la Guerre du Temps sont clairement expliqués.
- De nombreux objets liés à l'univers de Doctor Who sont exposés dans le musée de van Statten, comme le bras d'un Slitheen (L'Humanité en péril), le visage d'un Cyberman tel qu'ils apparaissent dans La Revanche des Cybernators (1975), et le corps d'un Mechanoid (The Chase, 1965).
- On retrouve de nombreuses critiques et blagues au sujet des Daleks : le fait qu'ils ressemblent à une poivrière, qu'ils aient une arme en forme de ventouse, qu'ils ne peuvent pas monter un escalier ou qu'ils sont lents[2],[3],[4]. Si les Daleks peuvent voler depuis l'épisode The Chase, on ne voit ceux-ci se lever au-dessus d'escaliers que dans Remembrance of the Daleks (1988).
- En référence au titre original de cet épisode, on peut voir des cartons de pizzas de la marque fictive Jubilee. Cette pizzeria est également présente à Cardiff, dans la série Torchwood.